# فاصله رومرکزی

دیاگرام رومرکز زمین‌لرزه

فاصله رومرکزی (انگلیسی: Epicentral distance) به فاصله زمینی از رومرکز زمین‌لرزه تا یک نقطه مشخص اشاره دارد. به‌طور کلّی، در زمین‌لرزه‌های با مقیاس یکسان، در صورت فاصله رومرکزی کمتر، خسارت ناشی از زمین‌لرزه سنگین‌تر است. برعکس، با افزایش فاصله رومرکزی، خسارت‌های ناشی از زمین‌لرزه به تدریج کاهش می‌یابد. با توجه به محدودیت‌های لرزه‌نگار‌های طراحی شده در سال‌های اولیه، برخی از مقیاس‌های بزرگی لرزه‌ای، هنگامی که فاصله رومرکزی از محدوده مشخصی نسبت به نقاط مشاهده فراتر رفت، شروع به نشان دادن خطا کردند. در لرزه‌شناسی، واحد زمین لرزه‌های دور معمولاً ° (درجه) است، در حالی‌که یکای اندازه‌گیری فاصله در زمین‌لرزه‌های نزدیک، کیلومتر است. اما صرف نظر از فاصله، Δ به عنوان نمادی برای فاصله رومرکزی به‌کار می‌رود.

## توسعه روابط تجربی برای تخمین سریع بزرگا و فاصله رومرکزی در سامانه هشدار سریع زلزله
در روش B-Δ، با تخمین بزرگای زلزله و فاصله رومرکزی آن در هر ایستگاه پیش از رسیدن امواج مخرب، می‌توان در صورت عبور این مقادیر از یک حد آستانه مشخص، هشدار زلزله را صادر کرد. این ارزیابی بر پایه تحلیل سه ثانیه ابتدایی موج P انجام می‌شود؛ به‌طوری‌که با برازش یک تابع ساده به بخش آغازین پوش‌نگاشت لرزه‌ای و به‌کارگیری روش کمترین مربعات، ضرایب لازم به‌دست می‌آیند.
برای تخمین سریع بزرگا و فاصله رومرکزی پیش از رسیدن امواج شدید (مانند موج S)، نیاز به روابط تجربی است که از تحلیل و پردازش نگاشت زمین‌لرزه‌های گذشته در هر منطقه به‌دست می‌آیند. با توجه به تعداد نسبتاً اندک زلزله‌های ثبت‌شده در تهران، زلزله ۲۵ مهرماه ۱۳۸۸ شهرری فرصت مناسبی را برای بررسی ویژگی‌های ژئوفیزیکی این منطقه فراهم کرد. این زمین‌لرزه به دلیل نزدیکی به شهر تهران و ثبت آن توسط تعداد قابل‌توجهی از ایستگاه‌ها، اهمیت ویژه‌ای دارد و می‌توان آن را گواهی بر فعالیت لرزه‌خیزی گسل‌های جنوبی تهران دانست.
همچنین زمین‌لرزه قدرتمند ۸ خرداد ۱۳۸۳ در منطقه کجور–فیروزآباد (میان بلده و مرزن‌آباد در شمال تهران) با برخورداری از ۱۴۷ شتاب‌نگاشت، منبع داده ارزشمندی برای مطالعه است. در این تحقیق، با استفاده از ۷۶ نگاشت مؤلفه قائم این دو زلزله، رابطه زیر برای تخمین فاصله رومرکزی در منطقه مورد مطالعه به‌دست آمده است:
logΔ = -0.211logB + 1.74 ± 0.43
برای تخمین بزرگا نیز از مقدار بیشینه دامنه موج P در سه ثانیه ابتدایی (Pmax) استفاده شده و رابطه زیر به‌عنوان مدل تجربی استخراج شده است:
Mest = 1.83logPmax – 1.4logB + 5.5 ± 0.49
روابط به‌دست‌آمده می‌توانند به‌عنوان ابزارهایی قابل اتکا در سامانه هشدار سریع زلزله در منطقه البرز به کار گرفته شوند.